# Léopold Hulin
Pour les articles homonymes, voir Hulin (homonymie).
Pierre Paul Hulin, dit Léopold Hulin, est un homme politique français né le 23 septembre 1812 à Richelieu (Indre-et-Loire) et mort à Neuilly-sur-Seine le 9 janvier 1896.

## Biographie
Auditeur au Conseil d’État, il est sous-préfet de Saint-Amand-Montrond en 1846. Nommé chevalier de la Légion d'honneur en 1847, il en sera exclu en 1876 à la suite de sa faillite. Conseiller général en 1851, il installe une usine dans le parc du château de Richelieu, dont il est propriétaire. Maire de Richelieu, il est représentant de l'Indre-et-Loire de 1871 à 1875, siégeant au centre droit. En 1875, après s’être enfui à l’étranger après une faillite de 2 millions, il est déchu de son mandat de parlementaire. 

## Sources
- « Léopold Hulin », dans Adolphe Robert et Gaston Cougny, Dictionnaire des parlementaires français, Edgar Bourloton, 1889-1891 [détail de l’édition]